# Леосфен
Леосфе́н (др.-греч. Λεωσθένης, от Λεω — «лев» и σθένης — «сила», «мощь»; около 365 года до н. э., Афины — погиб во время осады Ламии в 322 году до н. э.) — афинский военачальник, командир греческой армии в Ламийской войне, которую также могут называть Леосфеновой.
Леосфен происходил из знатной и состоятельной семьи в Древних Афинах. Когда Леосфен был ребёнком, его отца за военную неудачу присудили к смерти и конфискации имущества. О ранних годах жизни Леосфена практически ничего неизвестно. По одной из версий, он был одним из греческих наёмников на службе у персов. Впоследствии он вернулся в Афины и стал стратегом. Леосфену поручили собрать армию для предстоящей войны против македонской гегемонии. Он блестяще справился с задачей, не только создав армию, но и сумев привлечь на свою сторону множество союзников из числа древнегреческих полисов.
Начало войны было успешным для Леосфена. После нескольких успешных сражений армия македонян под командованием Антипатра оказалась окружённой в Ламии. За этим последовала длительная осада. Во время одной из вылазок македонян Леосфен был ранен и через три дня умер. Его смерть привела греков в уныние. По мнению современных историков, преждевременная смерть талантливого военачальника стала важным фактором поражения греков в Ламийской войне за независимость от Македонии.

## Биография

### Происхождение. Подготовка к Ламийской войне

Карта Греции с указанием основных сил в регионе на 336 год до н. э. На момент начала Ламийской войны Персидская империя прекратила своё существование и стала частью Македонии

Леосфен происходил из знатной и состоятельной семьи Древних Афин. Его отец, также Леосфен, принадлежал к дему Кефал из филы Акамантида, а мать Малфака была дочерью Мосха из Кидатенея или Ангели из филы Пандионида. Так как информация о Малфаке взята из одной из надписей, где указано, что женщина была женой Леосфена, существует вероятность, что она была женой, а не матерью Леосфена-младшего. По мнению историка И. Вортингтона, Леосфен родился около 365 года до н. э. В 362/361 году до н. э. его отец был афинским стратегом и командовал флотом в войне с ферским тираном Ясоном. После того как Ясон одержал победу над эскадрой Леосфена, который блокировал войско врага в Панорме и даже захватил несколько кораблей и 500—600 пленных, афиняне отозвали своего стратега. В ярости они осудили Леосфена на смерть и конфисковали его имущество. Леосфен-старший бежал и нашёл убежище при дворе македонского царя Филиппа II, где и умер не ранее 346 года до н. э.
О ранних годах жизни Леосфена практически ничего не известно. Павсаний писал, что Леосфен переправил из Азии тех греческих наёмников на службе Дария и его сатрапов, которых Александр Македонский после победы хотел поселить в Персии. Этот фрагмент можно трактовать как то, что Леосфен какое-то время служил у персов наёмником, а затем стал их предводителем. Возможно, что Павсаний отождествил афинянина Леосфена с тёзкой. До 324/323 года до н. э., когда он занял должность стратега, Леосфен был триерархом, то есть за свой счёт построил и оснастил военный корабль, а после содержал его в исправном состоянии. Эта литургия была самой обременительной из всех общественных повинностей, которые государство накладывало на состоятельных граждан.
Леосфен стал стратегом в то время, когда Афины готовились к восстанию против македонской гегемонии. Приблизительно в это же время Александр Македонский приказал распустить отряды наёмников. Большое количество воинов армии Александра остались не у дел. В этих условиях мыс Тенарон стал центром вербовки наёмников, куда стекались уволенные Александром солдаты. Согласно Диодору Сицилийскому на Пелопоннесе собралось 8 тысяч воинов, Павсаний приводит нереалистичную цифру в 50 тысяч. Афиняне поручили Леосфену собрать армию наёмников либо, если он был их предводителем, наняли всё подконтрольное ему войско. Стратег должен был действовать от своего имени, чтобы не навлечь на город гнев наместника Александра в Македонии Антипатра. Для этих целей ему выделили 50 талантов из сокровищ Гарпала.
Леосфен вначале отправился на Тенарон, где собрал восьмитысячную армию из бывших наёмников армии Александра. Вскоре из Вавилона пришли вести о смерти македонского царя. Пользуясь моментом, Афины начали открыто готовиться к войне. По поручению Народного собрания Леосфену отправили дополнительные средства из сокровищ Гарпала и разрешили действовать открыто от имени полиса. После этого Леосфен отправился в Этолию, где убедил её жителей присоединиться к будущему походу. Население этой области предоставило 7 тысяч воинов. Также Леосфен отправил послов и в другие области Греции.
Вопрос, почему наместник Македонии Антипатр «проглядел» подготовку греков к войне, которую также могут называть «Леосфеновой», историк И. Г. Дройзен объясняет его шатким положением. Антипатр был вынужден отправлять в армию Александра всё новых и новых воинов, в то время как ему самому грозили отставка и попадание в немилость. В таких условиях он не мог эффективно противодействовать грекам в их подготовке к войне.

### Ламийская война. Гибель

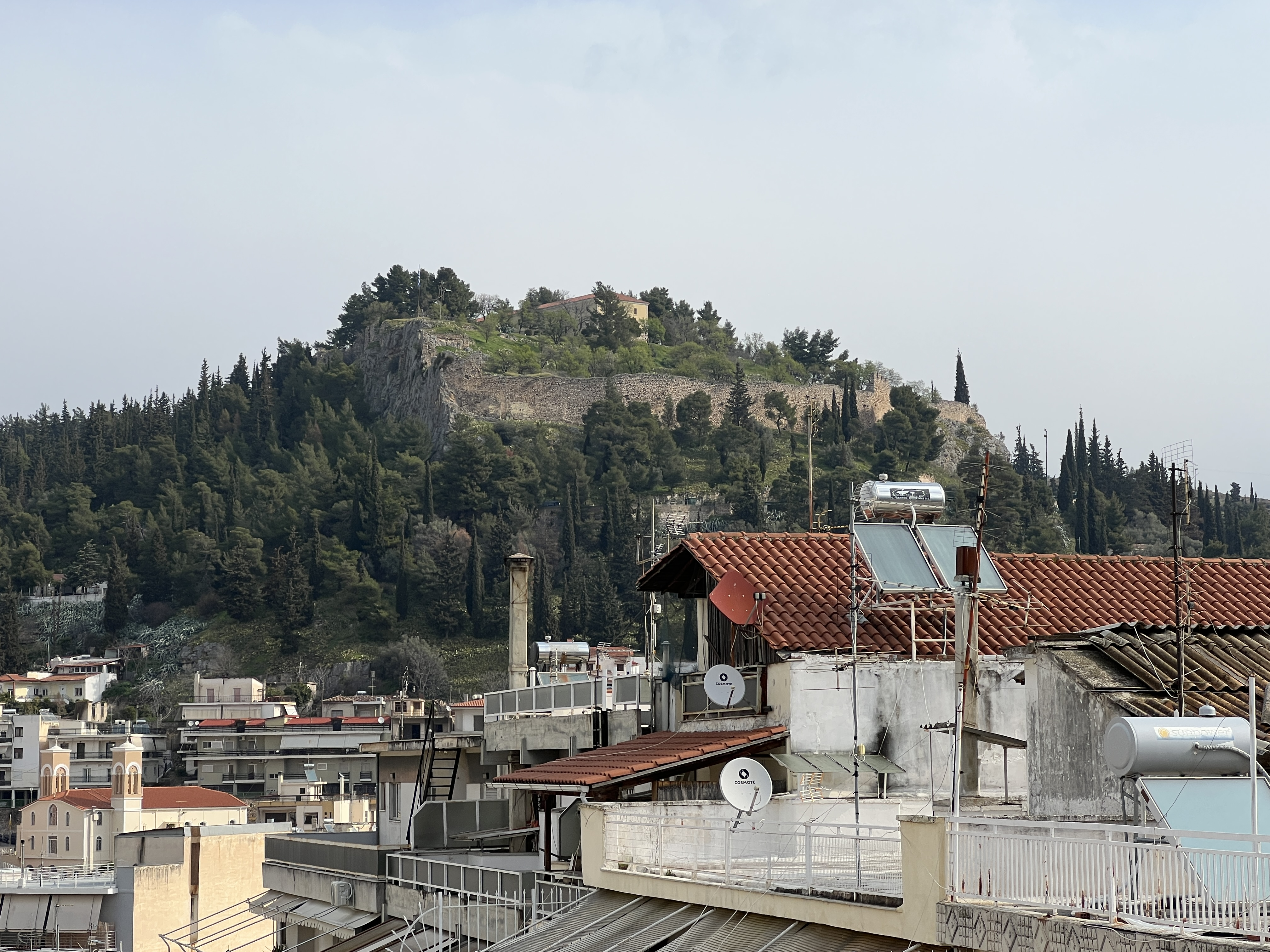
Руины Ламийской крепости

Начало войны было успешным для Леосфена. На сторону афинян перешли локры и фокейцы. Верность Македонии сохранила Беотия. За двенадцать лет до описываемых событий жители этой области постановили разрушить Фивы. Земли этого полиса были распределены между различными беотийскими общинами. Они предполагали, что после гипотетического поражения Македонии Фивы будут восстановлены, а их земли возвращены прежним владельцам. Леосфен смог быстро победить беотийцев у Платей, после чего занял стратегически важные Фермопилы. Наместник Македонии Антипатр собрал своё войско, которое насчитывало 13 тысяч пеших и 600 конных воинов, и направился в Фессалию навстречу Леосфену. Переход на сторону афинян фессалийцев стал для македонян ударом.
Антипатр, видя неравенство сил, пытался уклониться от сражения. Однако это ему не удалось. В последующей битве Антипатр проиграл и был вынужден с остатками своего войска укрыться в окружённой прочными стенами Ламии.
Несколько штурмов Ламии со стороны греков были отбиты, после чего началась длительная осада города. Греки не могли взять город штурмом, а македоняне пробиться к себе на родину. Через некоторое время в Ламии стала ощущаться сильная нужда в запасах продовольствия. На этом фоне остальные греческие полисы стали переходить на сторону Леосфена. Ситуация стала носить для Антипатра весьма угрожающий характер. Однако предложенные Леосфеном условия капитуляции Антипатр счёл для себя неприемлемыми. Впоследствии, согласно Плутарху, Антипатр отзеркалил их условием для афинян: «Всё остальное афиняне должны предоставить на усмотрение македонян». К тому же наместник ожидал подкреплений македонских войск, которые находились в Азии.
Леосфен приказал построить стену и вырыть широкий ров, чтобы лишить связи Ламии с внешним миром. Несмотря на успехи, этолийцы потребовали отпустить их домой. Леосфен был вынужден удовлетворить просьбу, хоть это и ослабило его армию. Находившиеся в войске крестьяне также хотели быстрее вернуться к своим полям. В античных источниках существует несколько версий гибели Леосфена. Согласно Диодору Сицилийскому, во время одной из вылазок македонян Леосфен, который руководил осадными работами, был ранен в голову камнем. Через три дня, не приходя в сознание, он умер. Марк Юниан Юстин утверждал, что Леосфен был ранен брошенным со стены копьём, Павел Орозий — стрелой.
После гибели военачальника, согласно Иерониму, покончила жизнь самоубийством невеста Леосфена, которая происходила из знатного афинского рода и была дочерью ареопагита Демотиона, со словами «никто другой не достоин ввести в дом невесту Леосфена». Данная позднеантичная легенда, по всей видимости, является недостоверной. Подобная история описана у Плутарха относительно другого персонажа. Также, согласно данным эпиграфики у Леосфена были дети. Тело военачальника перевезли в Афины и с почётом публично похоронили как героя. На похоронах Леосфена афинский оратор и политический деятель Гиперид произнёс траурную речь в честь павших в Ламийской войне афинян, которая дошла до наших дней. На одной из стен храма в Пирее, порту Афин, художник Аркесилай нарисовал портрет Леосфена с сыновьями.

## Оценки
Смерть Леосфена была тяжёлым ударом для дела союзников; прекрасный солдат и даровитый полководец, он пользовался полным доверием союзников, его имя привлекало из близких мест и издалека полчища наёмников; достигнутые им до сих пор успешные результаты соответствовали самым лучшим ожиданиям наёмников, и под его предводительством, во время которого они не испытали ни одной неудачи, «эллинская война», как её называли в Афинах, по-видимому, обещала самый верный и блестящий успех. Его смерть поражала в самое сердце могущество союзников; и чем больше результатов все обещали себе от его предводительства, ... — тем сильнее должен был быть упадок духа, который вызвала в Афинах весть о его смерти.
Гиперид посвятил бо́льшую часть надгробной речи погибшим афинянам в Ламийской войне Леосфену. В этой речи, возможно, впервые за всю историю существования жанра похвалы погибшим, заслуги всех павших воинов приписываются одному военачальнику. Тем самым Гиперид затронул тему роли личности в истории. Кроме пафосных сравнений с героями Троянской войны, знаменитыми полководцами Мильтиадом и Фемистоклом, а также другими знаковыми историческими личностями, оратор отмечает неравенство сил одного города Афины и всей Македонии, которая покорила Европу и Азию. В таких условиях поражение Македонии, да ещё на ранее подконтрольной ей территории, по мнению Гиперида, свидетельствовало об экстраординарных способностях военачальника. Диодор Сицилийский охарактеризовал Леосфена человеком выдающихся душевных качеств и непримиримым врагом Александра, Павсаний — человеком опытным в военном деле.
В противоположность другим античным источникам Плутарх скептически оценивал действия Леосфена. Античный историк передаёт историю о том, как многие восхищались набранным Леосфеном войском. Лишь знаменитый государственный деятель Фокион указал на опасность начала войны с Македонией: «К бегу на один стадий мы вполне готовы, … но длинного пробега я боюсь, потому что больше у нашего города нет ни денег, ни кораблей, ни пехотинцев». В целом, согласно Плутарху, Фокион весьма скептически относился к перспективам предстоящей войны и командующему войском Леосфену. В частности, он охарактеризовал речь военачальника словами: «Твои слова, мальчик, похожи на кипарис — так же высоки и так же бесплодны». Также Плутарх пересказывает пикировку между Леосфеном и Фокионом. На вопрос о том, какую пользу принёс Фокион государству, множество раз занимая должность стратега, последний ответил: «благодаря мне афинских граждан хоронили в их собственных гробах и могилах».
Историк Ф. Гейер подчёркивал дипломатический талант и организаторские способности Леосфена. Стратег смог собрать большую армию, убедить многие греческие полисы выступить против македонской гегемонии, а также одержал несколько военных побед. Его преждевременную смерть в историографии часто называют основополагающим фактором поражения греков в Ламийской войне. Смерть военачальника привела греков в уныние и стала тяжёлым ударом для всех союзников, которые боролись за независимость от Македонии.

### Исследования
- Дройзен И. Г. История эллинизма. — Ростов-на-Дону: Феникс, 1995. — Т. 2. — 544 с. — ISBN 5-85880-079-3.
- Кембриджская история древнего мира / под редакцией Д.-М. Льюиса, Дж. Бордмэна, С. Хорнблоуэра, М. Оствальда. Перевод, научное редактирование, примечания А. В. Зайкова. — М.: Ладомир, 2017. — Т. VI. Четвёртый век до нашей эры. Второй полутом. — 720 с. — ISBN 978-5-86218-542-3.
- Маринович Л. П. Глава 4. Конец классической Греции (Ламийская война) // Эллинизм: экономика, политика, культура. — М.: Наука, 1990. — С. 103—140.
- Межерицкая С. И. Древнегреческие надгробные речи частным лицам и риторический канон // Индоевропейское языкознание и классическая филология. — М.: ИЛИ РАН, 2012. — № 16. — С. 486—521. — ISSN 2306-9015.
- Панов М. И. Эффективная коммуникация и государственное управление // Вестник Московского университета. Серия 21. Управление (государство и общество). — М.: Московский государственный университет им. М. В. Ломоносова, 2004. — № 2. — С. 1—19. — ISSN 2073-2643.
- Шофман А. С. Распад империи Александра Македонского / Печатается по постановлению редакционно-издательского совета Казанского университета. Отв. редактор В. Д. Жигунин. — Казань: Издательство Казанского университета, 1984.
- Davies J. K. Athenian Propertied Families 600—300 BC (англ.). — Oxford: Clarendon Press, 1971. — xxxi, 653 p. — ISBN 978-0198142737.
- Geyer F[нем.]. Leosthenes 2 // Paulys Realencyclopädie der classischen Altertumswissenschaft :  [нем.] / Georg Wissowa. — Stuttgart : J. B. Metzler’sche Verlagsbuchhandlung[англ.], 1925. — Bd. XII, Zweite Hälfte (XII, 2). — Kol. 2060—2062.
- Heckel W. Leosthenes // Who's Who in the Age of Alexander the Great: Prosopography of Alexander's Empire (англ.). — Malden; Oxford; Carlton: Blackwell Publishing, 2006. — P. 151. — ISBN 1-4051-1210-7.
- Swoboda E.[нем.]. Hyperbolos // Paulys Realencyclopädie der classischen Altertumswissenschaft :  [нем.] / Georg Wissowa. — Stuttgart : J. B. Metzler’sche Verlagsbuchhandlung, 1914. — Bd. IX, Erste Hälfte (IX, 1). — Kol. 254—258.
- Worthington I[нем.]. The Earlier Career of Leosthenes and I.G. II² 1631 (англ.) // Historia: Zeitschrift für Alte Geschichte. — Stuttgart: Franz Steiner Verlag, 1987. — Vol. 36, no. 4. — P. 489—491. — ISSN 0018-2311.